# Mersevát
Mersevát is een plaats (község) en gemeente in het Hongaarse comitaat Vas. Mersevát telt 588 inwoners (2001).